# 東問
東 問（ひがし もん、2001年5月31日 - ）は、日本のクイズプレイヤー、YouTuber。2022年よりウェブメディアQuizKnockに所属している。同じくQuizKnockメンバーである東言の双子の兄。

## 来歴・人物
2001年5月３1日佐賀県生まれ。ラ・サール中学校、桜丘高等学校、東京都立大学経済経営学部卒業。桜丘中学校に転校していた双子の弟・言と共に全国高等学校クイズ選手権に出るため、ラ・サール高等学校1年次に桜丘高等学校に転入。有言実行で弟と共に出場した第38回全国高等学校クイズ選手権では、チームリーダーを務め、優勝する。
東京都立大学進学後もクイズを続け、日本の競技クイズ大学生No.1を決めるabcの第21回大会で優勝。
大学卒業後はQuizKnockに就職。引き続き競技クイズの楽しさをYouTube上で広めると共に、活躍の場をテレビ番組や他メディアにも広げている。

## 出演

### テレビ
- 全国高等学校クイズ選手権 - 2018年9月14日
- くりぃむVS林修！超クイズサバイバー - 2018年12月20日
- 東大王- 2023年11月23日
- 出川哲朗のクイズほぉ～スクール - 2023年4月3日～
- クイズプレゼンバラエティーQさま!! - 2017年8月28日、2024年12月23日、2025年2月17日、2025年7月28日
- ラヴィット! - 2024年9月12日、2025年1月10日
- 有吉ジャポンII ジロジロ有吉 - 2025年5月11日、2025年5月18日
- 踊る!さんま御殿!!- 2025年8月12日